# Frank Demouge
Frank Demouge est un footballeur néerlandais né le 25 juin 1982 à Nimègue.

## Palmarès
Néant